# Good Kid, M.A.A.D City
| Recensione           | Giudizio |
| -------------------- | -------- |
| AllMusic             | [ 18 ]   |
| Entertainment Weekly | A−       |
| The Guardian         | [ 20 ]   |
| The Irish Times      | [ 21 ]   |
| Los Angeles Times    | [ 22 ]   |
| MSN Music            | A−       |
| Pitchfork            | [ 24 ]   |
| Rolling Stone        | [ 25 ]   |
| Spin                 | [ 26 ]   |
| USA Today            | [ 27 ]   |

Good Kid, m.A.A.d. City è il secondo album in studio del rapper statunitense Kendrick Lamar, pubblicato il 22 ottobre 2012 dalla TDE, Aftermath e Interscope Records. La rivista Rolling Stone nel 2020 lo ha inserito al 115º posto nella sua lista dei 500 migliori album mentre il settimanale New York lo ha posizionato in vetta alla sua analoga classifica riportante i 100 migliori album del 2012; compare anche nel volume 1001 Albums You Must Hear Before You Die.
Il disco è il primo che l'artista pubblica attraverso una major; è stato preceduto da Section.80, pubblicato esclusivamente tramite iTunes Store come album indipendente. L'album è stato un grande successo sia a livello di critica che a livello commerciale.

## Descrizione
L'album è stato registrato in diversi studi in California, con produttori come Dr Dre, Just Blaze, Pharrell Williams, Hit-Boy, Scoop DeVille, Jack Splash e T-Minus, insieme a molti altri che hanno contribuito alla realizzazione del progetto. Sottotitolato a short film by Kendrick Lamar ("un cortometraggio realizzato da Kendrick Lamar"), il concept dell'album segue la storia delle esperienze adolescenziali di Lamar vissute in strada, nel difficile ambiente delle gang della sua città natale, Compton.

## Tracce
1. Sherane (a.k.a. Master Splinter's Daughter) – 4:33 (testo: Kendrick Duckworth, Christopher Whitacre, Justin Henderson – musica: Tha Bizness)
2. Bitch, Don't Kill My Vibe – 5:10 (testo: Duckworth, Mark Spears, Braun, Vindahl Friis, Lykke Schmidt – musica: Sounwave)
3. Backseat Freestyle – 3:32 (testo: Duckworth, Chauncey Hollis – musica: Hit-Boy)
4. The Art of Peer Pressure – 5:24 (testo: Duckworth, Rune Rask, Jonas Vestergaard – musica: Tabu)
5. Money Trees (feat. Jay Rock) – 6:26 (testo: Duckworth, Dacoury Natche, Johnny McKinzie, Victoria Garance Alixe Legrand, Alex Scally – musica: DJ Dahi)
6. Poetic Justice (feat. Drake) – 5:00 (testo: Duckworth, Elijah Molina, Aubrey Graham, James Harris, Janet Jackson, Terry Lewis – musica: Scoop DeVille)
7. good kid – 3:34 (testo: Duckworth, Pharrell Williams – musica: Pharrell)
8. m.A.A.d City – 5:50 (testo: Duckworth, Spears, Ricci Riera, Axel Morgan, Aaron Tyler, Quincy Hanley – musica: Sounwave, THC, Terrace Martin)
9. Swimming Pools (Drank) (Extended Version) – 5:13 (testo: Duckworth, Tyler Williams – musica: T-Minus)
10. Sing About Me, I’m Dying of Thirst – 12:03 (testo: Duckworth, G. Stevenson, D. Hutchins, Q. Jones, Alan Bergman, Marilyn Bergman, Spears – musica: 'Sing About Me' prodotta da Like of Pac Div
'I’m Dying of Thirst' prodotta da Skhye Hutch e Sounwave)
11. Real (feat. Anna Wise) – 7:23 (testo: Duckworth, Terrace Martin – musica: Terrace Martin)
12. Compton (feat. Dr. Dre) – 4:08 (testo: Duckworth, Justin Smith, Charles Richard Cason, Sly Jordan – musica: Just Blaze)

Tracce bonus nell'edizione deluxe
1. The Recipe (feat. Dr. Dre) (Bonus Track) – 5:52 (testo: Duckworth, Justin Smith, Charles Richard Cason, Sly Jordan – musica: Just Blaze)
2. Black Boy Fly (Bonus Track) – 4:39 (testo: Duckworth)
3. Now Or Never (feat. Mary J. Blige) (Bonus Track) – 4:16 (testo: Duckworth, Mary J. Blige)
4. Bitch Don't Kill My Vibe (feat. Jay-Z) (Remix) – 4:38 (testo: Duckworth, Shawn Corey Carter)
5. Bitch Don't Kill My Vibe (feat. Emeli Sandé) (International Remix - Explicit Version) – 5:05 (testo: Duckworth, Adele Emeli Sandé)

## Successo commerciale
Good Kid, M.A.A.D City ha ricevuto un grande successo da parte dei critici, che ne hanno elogiato la portata tematica e i testi. Il disco ha procurato a Lamar quattro nomination ai 56° Grammy Awards, tra cui Album dell'anno. Ha debuttato alla numero 2 della Billboard 200 ed è entrato anche nelle classifiche di altri 13 Paesi, vendendo 242,000 copie nella sua prima settimana, ottenendo il record per il più alto numero di vendite di un album hip-hop di un artista maschile durante la prima settimana nell'anno 2012, insieme al record per il più alto numero di vendite per un album di debutto di un artista maschile nel 2012. È diventato il primo album di Lamar ad entrare nella UK Album Chart, posizionandosi al numero 16, e ad entrare nella UK R&B Album Chart alla posizione numero 2. Successivamente è stato certificato disco di platino dalla RIAA nell'agosto 2013. A giugno 2017, l'album ha venduto 1,6 milioni di copie negli Stati Uniti.
Dal 27 ottobre 2012 ad oggi si trova ancora nella Billboard 200, essendo così uno degli album con il maggior numero di settimane nella classifica. Al 30 aprile 2024 conta più di 600 settimane di permanenza nella classifica.

## Classifiche

### Classifiche settimanali
| Classifica (2012-25) | Posizione massima |
| -------------------- | ----------------- |
| Australia            | 23                |
| Belgio (Fiandre)     | 25                |
| Belgio (Vallonia)    | 121               |
| Canada               | 2                 |
| Danimarca            | 20                |
| Francia              | 57                |
| Germania             | 47                |
| Norvegia             | 26                |
| Nuova Zelanda        | 7                 |
| Paesi Bassi          | 16                |
| Polonia              | 21                |
| Portogallo           | 24                |
| Regno Unito          | 16                |
| Stati Uniti          | 2                 |
| Svizzera             | 38                |

### Classifiche di fine anno
| Classifica (2012)         | Posizione |
| ------------------------- | --------- |
| Stati Uniti               | 80        |
| Stati Uniti (Rap)         | 10        |
| Stati Uniti (R&B/Hip-Hop) | 16        |
| Classifica (2013)         | Posizione |
| Stati Uniti               | 24        |
| Stati Uniti (Rap)         | 5         |
| Stati Uniti (R&B/Hip-Hop) | 7         |
| Classifica (2014)         | Posizione |
| Stati Uniti               | 69        |
| Stati Uniti (Rap)         | 14        |
| Stati Uniti (R&B/Hip-Hop) | 27        |
| Classifica (2015)         | Posizione |
| Stati Uniti               | 72        |
| Classifica (2016)         | Posizione |
| Danimarca                 | 85        |
| Stati Uniti               | 74        |
| Classifica (2017)         | Posizione |
| Danimarca                 | 100       |
| Stati Uniti               | 60        |
| Stati Uniti (R&B/Hip-Hop) | 30        |
| Classifica (2018)         | Posizione |
| Stati Uniti               | 89        |
| Stati Uniti (R&B/Hip-Hop) | 61        |
| Classifica (2019)         | Posizione |
| Stati Uniti               | 119       |
| Classifica (2020)         | Posizione |
| Belgio (Fiandre)          | 181       |
| Classifica (2021)         | Posizione |
| Belgio (Fiandre)          | 180       |
| Stati Uniti               | 53        |
| Classifica (2022)         | Posizione |
| Australia                 | 58        |
| Belgio (Fiandre)          | 123       |
| Islanda                   | 55        |
| Nuova Zelanda             | 24        |
| Classifica (2023)         | Posizione |
| Canada                    | 49        |
| Islanda                   | 64        |
| Stati Uniti               | 30        |
| Classifica (2024)         | Posizione |
| Portogallo                | 82        |

### Classifiche di fine decennio
| Classifica (2010-2019) | Posizione |
| ---------------------- | --------- |
| Stati Uniti            | 79        |